# Alfonso Moscatelli

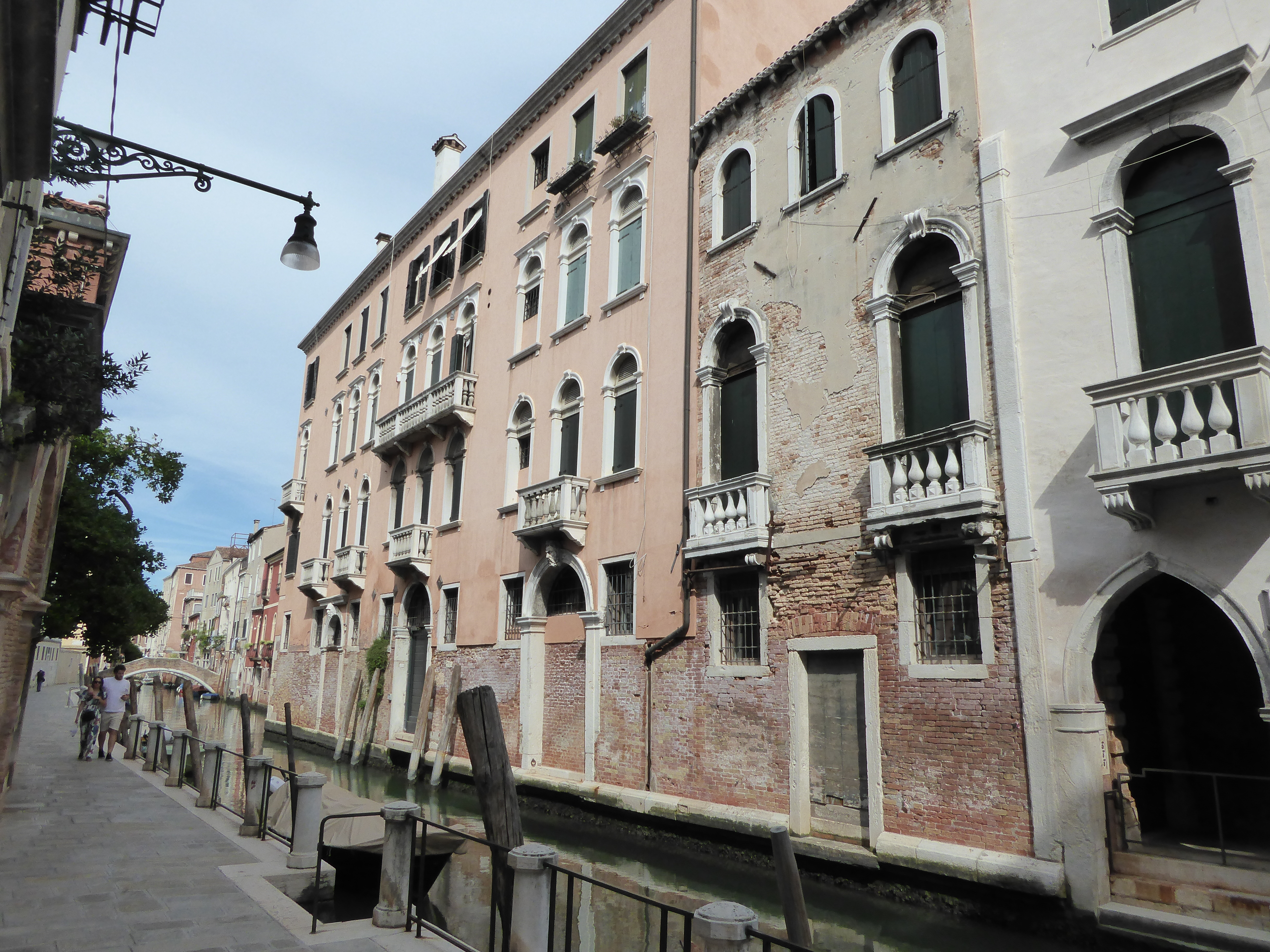
Venezia, Palazzo Priuli Scarpon

Alfonso Moscatelli (... – Mantova, 30 gennaio 1687) è stato un architetto italiano.

## Biografia
Fu al servizio dell'ultimo duca di Mantova Ferdinando Carlo di Gonzaga-Nevers, ricoprendo anche l'incarico di Prefetto delle Acque dello Stato di Mantova e Monferrato. Si rese famoso per aver costruito la scala interna del Palazzo Priuli Scarpon di Venezia, andata perduta nel 1739 a seguito del crollo parziale dell'edificio. Tra il 1682 e il 1687 diresse la costruzione di villa Da Lezze a Rovarè di San Biagio di Callalta, succedendo a Baldassare Longhena, ampliandone il progetto.
Morì a Mantova nel 1687.